# Capo Møsting

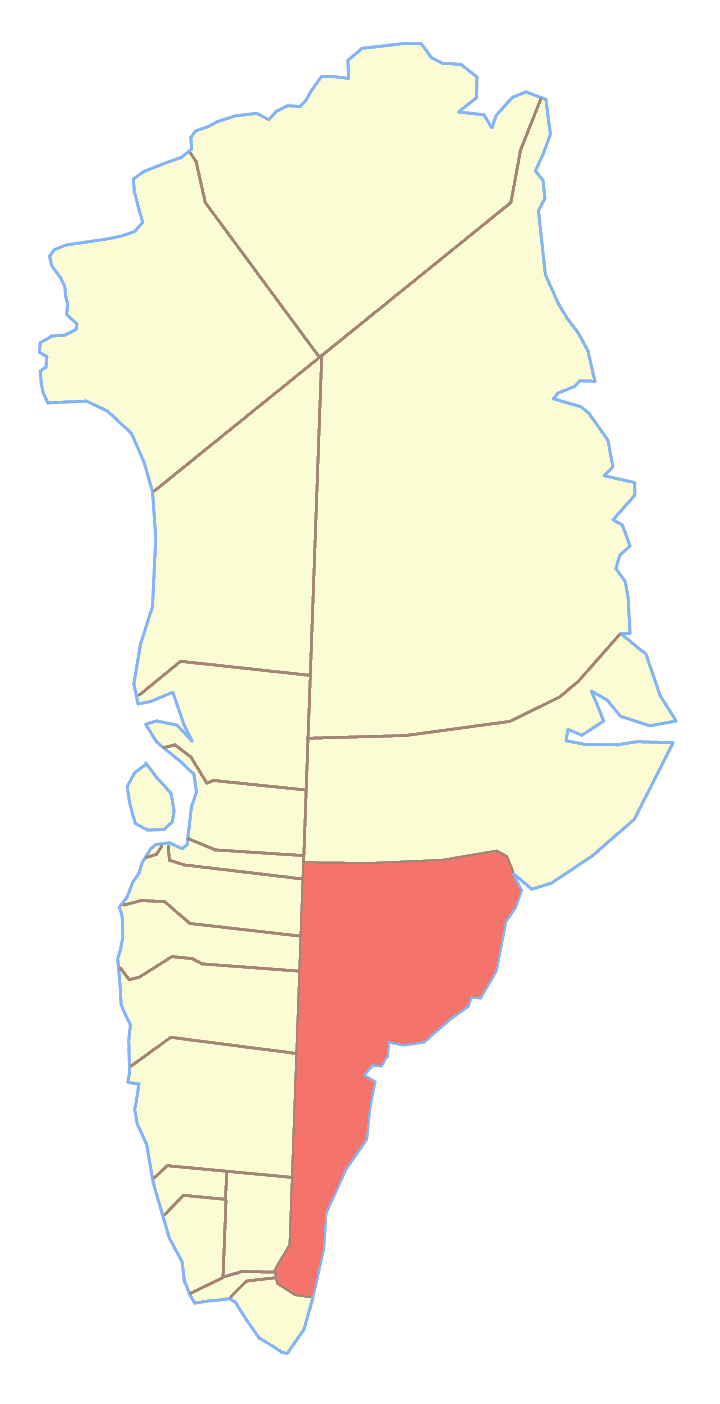
Ex comune di Ammassalik, dove si trovava il Capo Møsting

Il capo Møsting (o Kap Møsting) è un capo della Groenlandia. Si trova nella Costa di Re Federico VI e si protende tra l'Oceano Atlantico a est e il fiordo di Bernstorffs a sud; appartiene al comune di Sermersooq.